# 2024年敘利亞反對派攻勢
2024年11月27日，敘利亞反對派的不同派别在軍事行動司令部的協調下，由沙姆解放組織統領，分別在阿勒頗省和伊德利布省對敘利亞政府軍發動攻勢，前者称之為威懾侵略（阿拉伯語：ردع العدوان），這是敘利亞內戰自2019年以來首次爆發大規模軍事行動，反對派聲稱這是對阿薩德政權部隊向阿勒頗以西一帶平民發動攻擊的報復。
自攻势发起以来叙利亚政府军一溃千里，数天之内接连丢失阿勒颇、哈马和霍姆斯等重要城市。2024年12月8日，反對派南方作战室攻陷首都大馬士革，巴沙尔·阿萨德乘机出逃至莫斯科，阿薩德家族對敘利亞長達54年的獨裁統治宣告終結。

## 背景
2011年3月，敘利亞爆發全國抗議，要求當時的敘利亞總統巴夏爾·阿塞德下台、並且實現民主化，結果遭到政府軍暴力鎮壓、引發大規模內戰，數百個叛亂組織如雨後春筍般湧現，一些極端聖戰組織也捲入其中。阿塞德政府在初期失去大片土地，但之後在伊朗和俄羅斯的軍事支持下，政府軍在2016年奪回阿勒坡、成為內戰局勢的轉捩點，逼使反對派武裝撤退。
從2020年3月伊德利卜的停火協議以來，軍事行動暫時停止，但零星衝突、空襲和砲擊仍在繼續。在敘利亞的反對派武裝中，以「沙姆解放組織」為最強大，前身是曾效忠蓋達組織的「努斯拉陣線」，該武裝組織控制著坐擁400萬人口的伊德利卜省，有約3萬名士兵；沙姆解放組織試圖將自己塑造成一個主流反對派組織、並與其他聖戰組織斷絕關係，又成立了敘利亞救國政府作為其民政管理部門，並且專注於地區治理。自2022年底開始，沙姆解放組織對親政府部隊發動小規模的滲透和攻擊。
在攻勢發動前，沙姆解放組織一直積極增強其軍事實力，例如透過採購和部署無人機等先進武器、自主生產彈藥、發展軍事理論、以及加強和統一其指揮結構。華盛頓近東政策研究所高級研究員亞倫·Y·澤林說道沙姆解放組織成立的軍事學校，旨在將所有受該武裝組織控制的反叛組織「制度化、一體化」，該武裝組織也在鞏固陣地、修建防禦工事和設置伏擊點。
在2024年10月，政府军和反對派雙方開始大型的動員，亦有報導指反對派準備對著阿勒頗的親政府部隊發動攻勢。在11月26日，政府军炮击了由反對派控制的埃里哈镇，共造成16名平民死傷。

## 攻勢
2024年11月27日，沙姆解放組織宣佈發動威懾侵略行動，針對著阿勒頗省的親政府部隊。敘利亞反對派聲稱該攻勢，是報復巴沙爾·阿薩德早前對伊德利布空襲；共有30名平民死於該襲擊。
在發動攻勢的頭10個小時，反對派已經奪下了20多個村鎮。另外，親政府第46團的軍事基地被反對派部隊圍攻，數小時後反對派成功控制。根據敘利亞人權觀察組織的報導，該戰爭期間至少有27名親政府士兵和60名反對派士兵死在戰場上。有部份格魯烏特種部隊的成員被反對派部隊埋伏，其後網上有照片顯示一位過世的俄羅斯士兵和一些被俘獲的武器，不過具體傷亡數據仍然不明。此後，親政府部隊在反對派控制範圍發動空中突擊。俄羅斯的士兵對阿塔勒布和达拉特跟周邊的村鎮發動了空襲，而親政府部隊也襲擊了伊德利布省的地區，包括伊德利布、埃里哈、Sarmada 和其他周邊地區。
在11月28日，沙姆解放組織在伊德利布以東的郊區發動了攻勢，佔領了數個村鎮，其中包括萨拉齐布。這攻勢成功讓反對派接近至M5公路兩公里以內，此条公路是親政府部隊自2020年起保护的战略路线。沙姆解放組織也攻擊了位於阿勒頗以東，由伊朗武装在當地運作的奈拉布鎮的機場。在當日較晚，沙姆解放組織控制了在阿勒頗西部的 Kafr Basin、Arnaz 和 Al-Zarba 村鎮，成功切斷了M5公路。在當日，敘利亞反對派共佔領了40多個村鎮。
當天，俄軍发动的一次在阿塔勒布的空襲致使15名平民死亡，另外在达拉特的空襲也致4人死亡。伊朗官方媒體報導伊斯蘭革命衛隊準將基奧馬爾斯·波爾哈謝米已在反對派對阿勒頗的攻擊下死亡。
在11月29日，沙姆解放組織控制了數個位於伊德利布近郊的村鎮，包括 Tal Karatabeen、Abu Qansa 和 Al-Talhiya，也佔領了數個阿勒頗近郊村鎮，包括Al-Mansoura、Jab Kas 和 Al-Bawabiya。雙方繼續在萨拉齐布附近爭戰。在阿勒頗的Al-Hamdaniya，反對派的空襲造成四名平民死亡和兩名平民受傷。
在12月7日，伊拉克國家通訊社表示，有約1,000名敘利亞軍隊士兵已逃往伊拉克。

### 阿勒頗戰役
在11月29日，反對派部隊在經過兩次自殺式汽車炸彈袭击之後，成功進入了阿勒頗城的西南部。在當日較晚，反對派共佔領了5個城市分區，分別是Al-Hamdaniya、New Aleppo、3000 Apartments、Al-Jamiliya和Salah al-Din。整個城市都有爭戰的報導，包括市中心。此外，隨著親政府部隊的防綫倒塌，反對派也控制了20多個村鎮，其中包括萨拉齐布重鎮。

### 政府撤軍和敘利亞民主力量推進
11月30日凌晨，反對派部隊佔領了阿勒頗城堡、該市的政府總部以及阿勒頗市的一半以上。早上，反對派已經控制了阿勒頗的大部分城區，迫使政府軍向塞菲拉撤退。
當日，政府軍勢力在敘利亞西北部的前線崩潰之際，以庫爾德人為主的敘利亞民主力量從親政府部隊中接管了阿勒頗市的Dayr Hafir、Tell Aran、Tell Hasel和Shaykh Najjar。下午，敘利亞民主力量在政府軍勢力撤出後佔領了阿勒頗國際機場以及Nubbul和Al-Zahraa。據報導，在拉卡省北部的泰勒艾卜耶德，土耳其支持的國民軍與敘利亞民主力量之間發生衝突。
與此同時，位於土耳其佔領的敘利亞北部幼發拉底之盾地區的敘利亞國民軍宣布開始自由黎明行動，目的是切斷羅賈瓦的補給網路，並建立一條連接巴卜和塔尔里法特的走廊。隨著親政府部隊開始從該地區撤離，國民軍佔領了Tadef。

### 向哈馬推進
12月1日，敘利亞政府在哈马省抵御反政府武装的攻击，并对已经失守的阿勒颇与伊德利卜發動多次空袭。
12月2日，敘利亞反政府武裝表示在哈马省夺取了七个地区。
12月3日，罗贾瓦与叙利亚政府也发生战斗。叙利亚民主军下属作战室和代尔祖尔军事委员会部队发动了代尔祖尔战役，试图夺回由亲阿萨德部队和伊朗民兵控制的代尔祖尔當地的七个村庄。政府军表示击退了进攻，承认罗贾瓦与叙利亚政府在幼发拉底河沿岸爆發冲突。同時其他叙利亚反政府武装逼近哈馬省的省會哈马。
12月5日，沙姆解放組織成功拿下哈马。

### 霍姆斯戰役
12月5日，親政府部隊從塞萊米耶和塔爾比塞撤至霍姆斯市，數小時后，反對派逼近這些城鎮的外圍。傍晚時分，反對派在與該市的長老及其宗教派系伊斯瑪儀派委員會達成協定后，無需戰鬥就進入了塞萊米耶。晚上，反對派部隊已經抵達奧龍特斯河北岸，並佔領了拉斯坦北部的一個軍事基地。在反對派推進的同時，俄羅斯空軍轟炸了連接霍姆斯和哈馬的拉斯坦大橋，試圖減緩反對派的前進速度。
12月6日，根據敘利亞人權觀察組織的消息來源，霍姆斯市內沒有政府軍的存在，據報導，到下午，政府軍已從霍姆斯向拉塔基亞市完全撤退，只剩下當地親政府的槍手留在該市什葉派佔多數的社區。沙姆解放組織成功進入拉斯坦、塔尔比塞和第三大城霍姆斯，南部接近約旦的德拉省爆發反政府武裝活動，敘利亞民主力量在政府軍離開後進入代爾祖爾。
12月7日，沙姆解放組織於霍姆斯內與親政府部隊發生交火，短暫衝突後親政府部隊在當地12月8日凌晨時段撤出，反對派已完全控制該市。

### 南方攻勢
12月6日，敘利亞反對派在大马士革以南方向起义宣佈成立南方作戰部，試圖开辟第二战线。
12月7日，南方作戰部從敘利亞武裝部隊手中奪走德拉。隨著南方作戰部擴大在敘利亞南部的控制範圍以至逼近大马士革，政府軍從德拉及蘇韋達省撤軍並重新部署，以及從霍姆斯以東的蓋爾亞延和Al-Farqalas大規模撤軍，撤往大馬士革方向。同日，南方作戰部已完全控制整個德拉省，敘利亞反對派還奪走臨近約旦的蘇韋達省領土。
敘利亞反對派接管了盖尔亚廷後沿著7號公路南下，從東北方逼近大馬士革。
南方作戰部於這天的攻勢使反對派控制了基斯沃以及蓋泰納，繼續向北進攻並拿下大馬士革外圍的德拉雅市，距離大馬士革僅餘約10公里。
由敘利亞自由軍領導的反對派已進入並佔領了杜迈尔，並依此推進到杜馬，進入東古塔，沿途佔領阿德拉監獄。
政府軍從杜馬及阿爾賓（Irbin）等東古塔城鎮撤軍。

### 大马士革战役
12月8日，首都大馬士革被攻陷，總統巴夏爾·阿塞德搭機流亡，敘利亞反對派於同日宣布阿薩德政權倒台。

## 傷亡
根據敘利亞人權觀察組織的報導，至少有65名沙姆解放組織的成員死亡，同時有18名其他反對派的成員死亡，而親政府方面就有49名敘利亞武裝部隊士兵死亡。
12月1日，消息来源称沙姆解放组织头目阿布·穆罕默德·朱拉尼可能已经遇袭身亡。然而在12月5日的哈马攻势中，朱拉尼录制影片要求不对阿萨德同情者展开攻击。其後，朱拉尼於12月6日接受CNN的獨家專訪，證實該消息為假消息。

## 反應

### 国内
- 敘利亞武裝部隊形容該攻勢為“一個重大的恐怖襲擊”，其中有“大量的恐怖組織人士使用中型和重型武器”來攻擊不同的村鎮和軍事地帶[33]。
- 敘利亞反對派發言人哈桑·阿卜杜勒加尼（英語：Hassan Abdelghani）表示，反對派的攻擊對象是阿薩德的部隊和伊朗的民兵，因為他們為當地帶來“破壞、死亡和殺戮”。同時他們“剝削阿拉伯和穆斯林人口”，以“抵抗的幌子”來推行他們的“破壞計劃”[24]。12月7日，沙姆解放組織領導人朱拉尼稱：「政權垮台指日可待」。[83]
- 罗贾瓦：叙利亚民主力量（SDF）动员以应对叛军在阿勒颇的进攻，并发表声明谴责暴力卷土重来，并将其归咎于叙利亚政府和土耳其[84]。但后来罗贾瓦表态支持叙利亚反对派击溃阿萨德政府的决定，并宣布改用叙利亚反对派旗帜。[85]

### 国际
- 美国：美國國家安全會議發言人肖恩·萨维特表示：“美國與這次由恐怖組織沙姆解放組織領導的攻勢無關”[86]。另外在12月7日，美國總統當選人川普表示美國不應該捲入敘利亞內戰，「敘利亞是一團糟，但不是我們的朋友」（Syria is a mess, but is not our friend），他於社交媒體上寫道[87]，並敦促美國採取不干涉態度。[88]12月7日，消息人士稱：不會在大馬士革找到阿薩德，因總統衛隊沒有部署在他平時的居住地。[89]

|                  | Donald J. Trump | Twitter的logo，一个风格化的小蓝鸟 |
| @realDonaldTrump |                 | Twitter的logo，一个风格化的小蓝鸟 |

英語：
12-8
- ：首相穆罕默德·本·阿卜杜勒拉赫曼·阿勒萨尼表示，阿薩德沒有抓住機會與人民接觸並修復與人民的關係。[91]
- 中华人民共和国：外交部发言人表示，中方密切关注叙利亚局势发展，希望叙利亚尽快恢复稳定。中国政府已积极协助有意愿的中国公民安全有序离叙，同在叙留守中国公民保持联系并做好安全指导。我们敦促叙利亚有关方面采取切实举措，确保中国在叙机构和人员安全。当前，中国驻叙利亚使馆仍在坚守，我们将继续为有需要的中国公民全力提供协助。[92]。
- 印度：外交部表示：“鑑於敘利亞情勢惡化，呼籲國民儘速離境，並避免前往敘利亞旅行[93]。”
- 伊朗：外交部长阿巴斯·阿拉格齐将这次攻势描述为“美国和犹太复国主义政权在黎巴嫩和巴勒斯坦战败后精心策划的阴谋”[94]。
- 土耳其：外交部呼吁停止对伊德利卜的空袭，并要求“避免更大的不稳定，不要伤害平民”。总统埃尔多安批评阿萨德拒绝他的谈判提议，并声称“目标当然是大马士革。反对派的游行仍在继续。我们希望叙利亚的这次游行继续进行，没有意外。”[95]
- 俄羅斯：总统发言人佩斯科夫称这次攻势是“对叙利亚在该地区的主权的侵犯”。
- 乌克兰：外交部发表声明，指责俄罗斯和伊朗以及阿萨德政府拒绝内部对话以破坏叙利亚稳定的行为。乌克兰还否认了俄罗斯對其在這次攻勢中支持反對派的指控。[96][97]
- 黎巴嫩真主黨：在哈马被佔領后，真主党秘书长纳伊姆·卡西姆承诺“真主党将与叙利亚站在一起，反对这场侵略”，他说侵略由美国和以色列发起的[98]。
- 以色列：以色列官方表示将预防混乱扩散至以色列境内并加强了戈兰高地的兵力。12月7日，以色列报告称叙利亚有武装分子（派别未知，边境控制者为南方阵线）袭击戈兰高地。尽管声称不会干预局势，以色列于12月8日以扩大缓冲区为借口入侵敘利亞，并针对叛军缴获的装备和弹药进行轰炸。

2025年初的敘利亞形勢圖

## 分析
自從2023年開始的以色列—真主黨衝突以來，親敘利亞政府的真主黨被嚴重削弱。該組織的多個領袖，包括哈桑·納斯魯拉，都在戰爭中死去，而很多原本在敘利亞駐兵的成員都回到了黎巴嫩，造成權力真空。同時，俄羅斯的軍事集中在侵略烏克蘭的戰鬥，而伊朗的軍事就承受巨大壓力，為反對派發動攻擊提供一個大好的時機。
一些伊斯兰主义社交媒体网站报道，伊德利卜地区的叛乱团体接受了乌克兰情报总局的训练。